# De Hoop (Gorinchem)
De Hoop is een in 1764 gebouwde wal- en korenmolen in de stad Gorinchem, in de Nederlandse provincie Zuid-Holland. Deze stellingmolen staat op de stadswal aan de Boven-Merwede en is vanaf het water goed te zien. Het duurde meer dan honderd jaar voordat de molen een naam kreeg: in 1879 werd aan de tot dan toe naamloze molen door de toen nieuwe eigenaar A.J. van de Water de naam "De Hoop" gegeven.
In 1900 werd een gasmotor in de molen geplaatst om ook bij windstilte te kunnen malen. Door het steeds minder in bedrijf zijn van de molen raakte deze in verval en in 1941 werd een actie gestart om de molens De Hoop en Nooit Volmaakt voor het nageslacht te bewaren. In 1942 werden beide molens weer in bedrijf gesteld. Enkele in 1944 dichtbij afgeworpen vliegtuigbommen hebben De Hoop doen scheuren en sindsdien heeft de molen problemen met vochtdoorslag. In 1951 besloot de gemeenteraad uiteindelijk de molen voor ƒ 10.000 te kopen. Tevens werd besloten een bedrag van ƒ 5.000 beschikbaar te stellen voor het noodzakelijke herstel. Twee jaar tevoren, in 1949, was molenaar Van Beveren afgestapt van het gebruik van wind als krachtbron voor zijn bedrijf. Hij liet een elektrische installatie aanbrengen waarmee hij nog enkele jaren zijn molenaarsbedrijf bleef uitoefenen. Van 1952 tot 1965 was de molen uitgerust met het wieksysteem Van Bussel, dat in laatstgenoemd jaar werd vervangen door het zogenaamde Oud-Hollandse systeem. In 1982, werd het gehele wiekenkruis vernieuwd. 
Deze molen is in 1995 gerestaureerd en in hetzelfde jaar in bedrijf gesteld. De molen was toen weer regelmatig in bedrijf en werden er weer granen mee gemalen. In 2000 zijn de molenaars er mee gestopt en in 2001 werd Hennie Blom er molenaar. Deze stelt de molen af en toe in bedrijf, al wordt tot op heden niet mee gemalen. De molen is soms op zaterdagochtend of zondagmiddag open. In 2019 werd de molen wederom gerestaureerd in opdracht van de Stichting tot Instandhouding van Molens in de Alblasserwaard en de Vijfheerenlanden (Simav). Zij is sinds 2017 eigenaar van de Gorkumse molens. Met de restauratie is een bedrag van zo’n 350.000 euro gemoeid. Geld dat de stichting voor een deel via de gemeente Gorinchem krijgt, de vorige eigenaar. Met deze restauratie zijn de problemen, ontstaan door de vliegtuigbommen uit 1944 , verholpen.
In de molen bevinden zich twee maalstoelen en een mengketel, alle windgedreven.

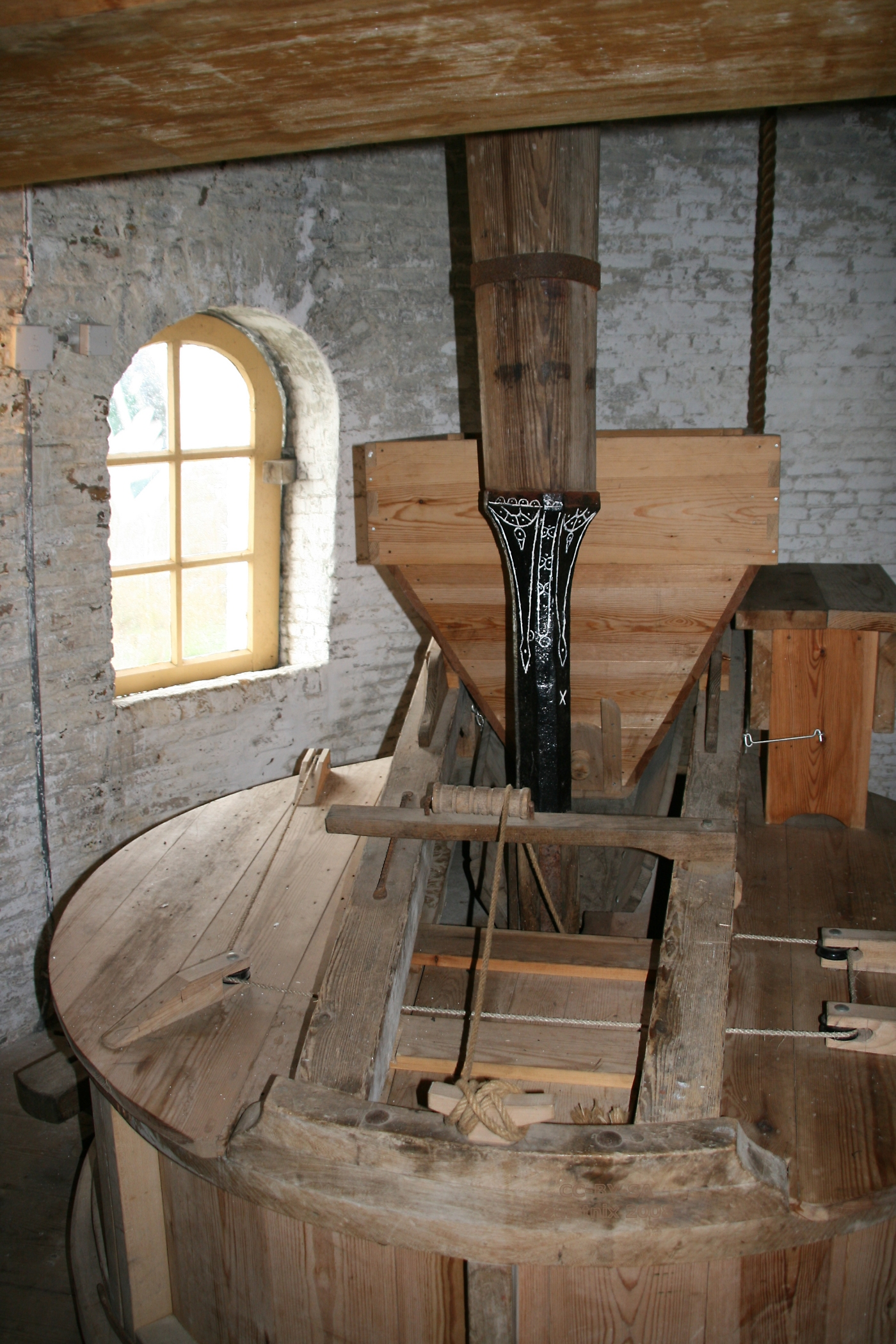
Een van de twee maalstoelen
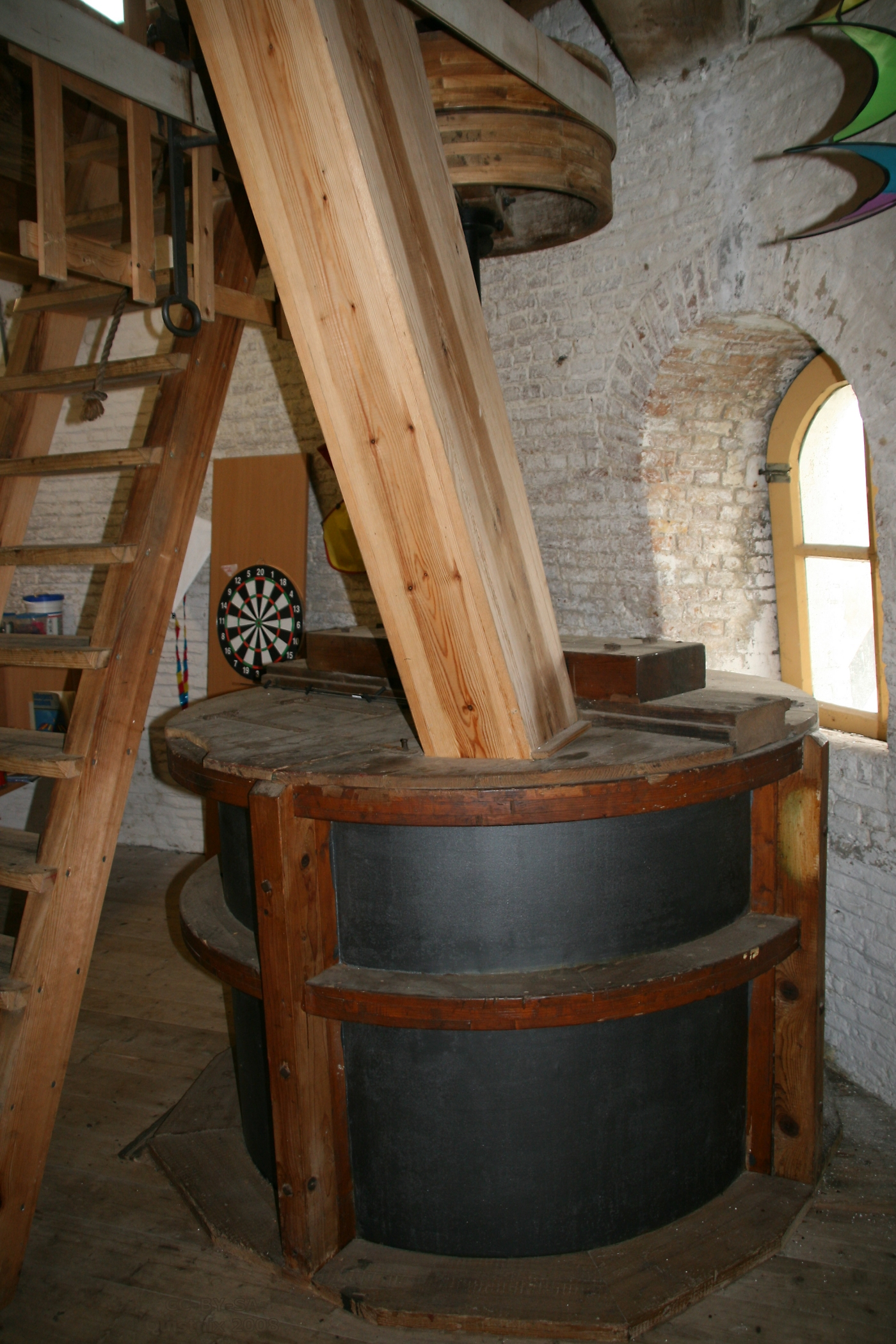
Bovenkant mengketel
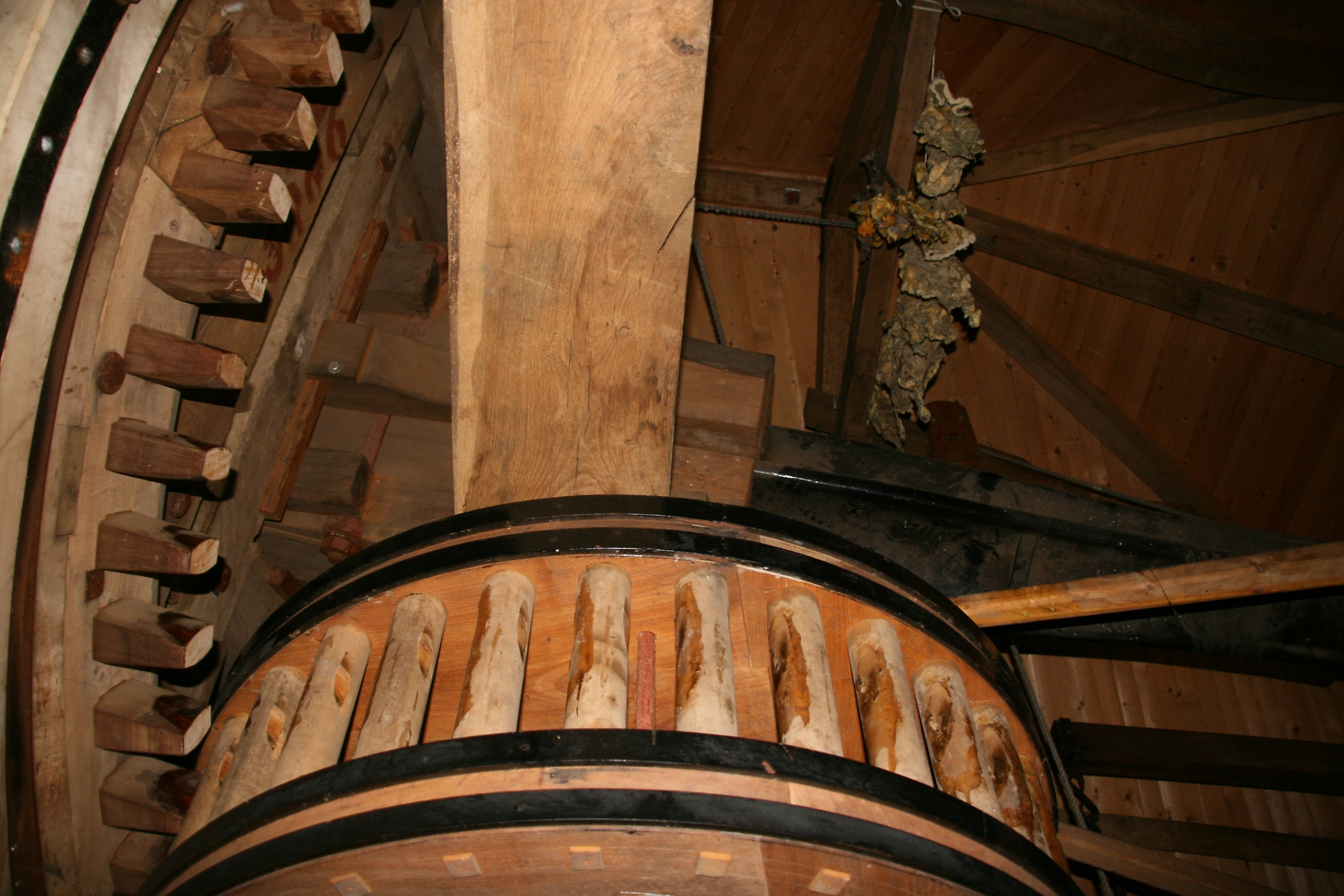
Bovenwiel en bovenschijf
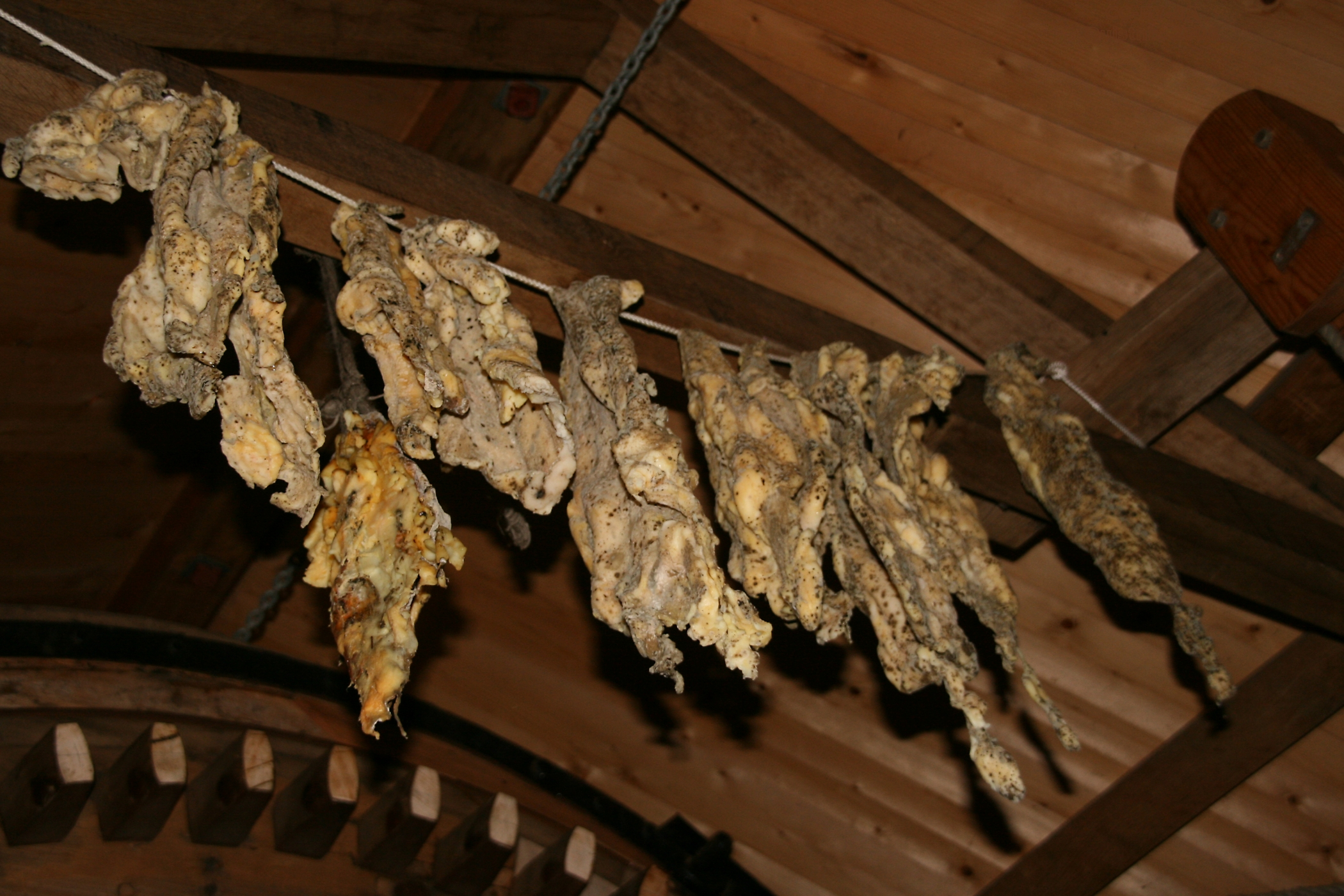
Reuzel dient als smeermiddel
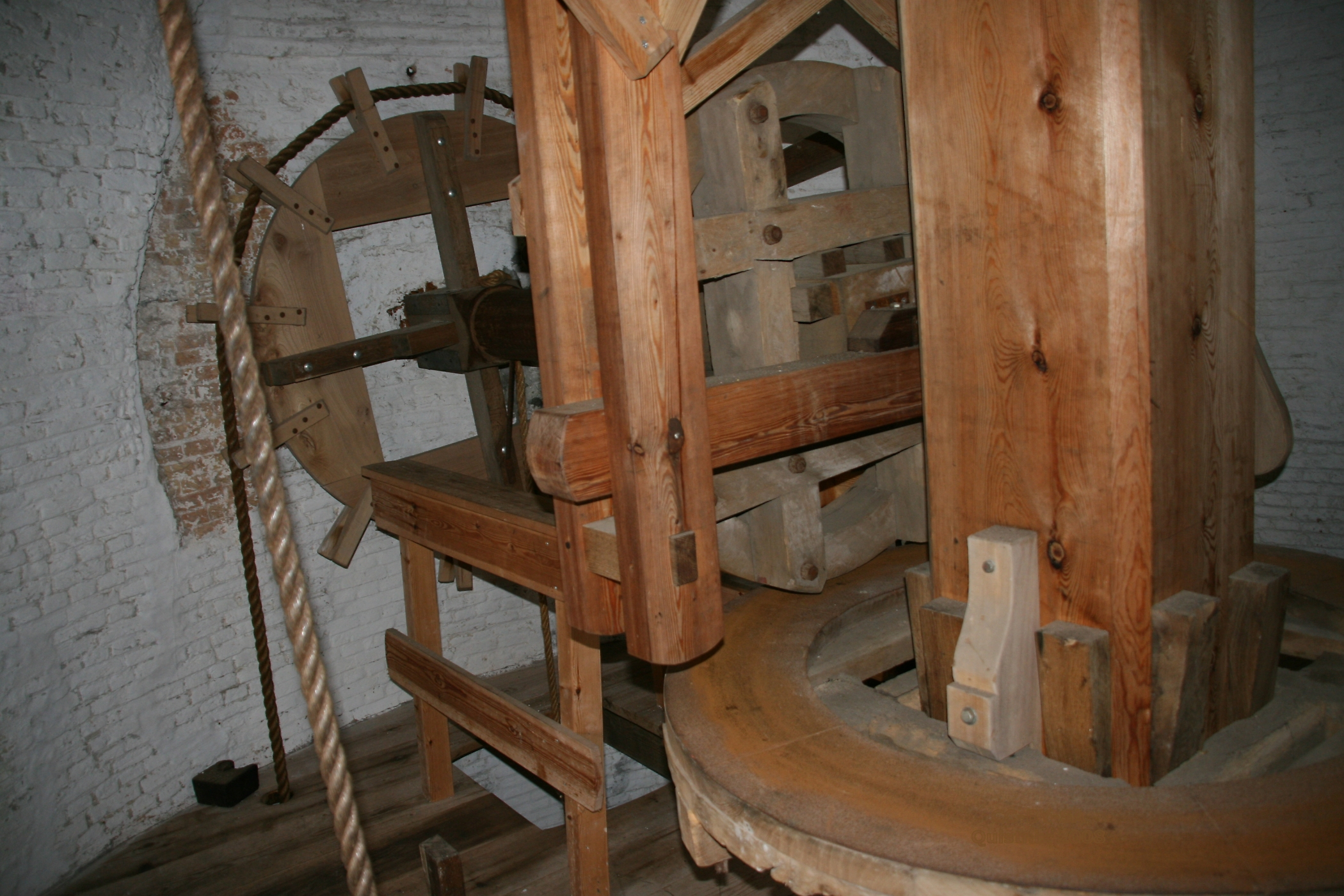
Sleepluiwerk
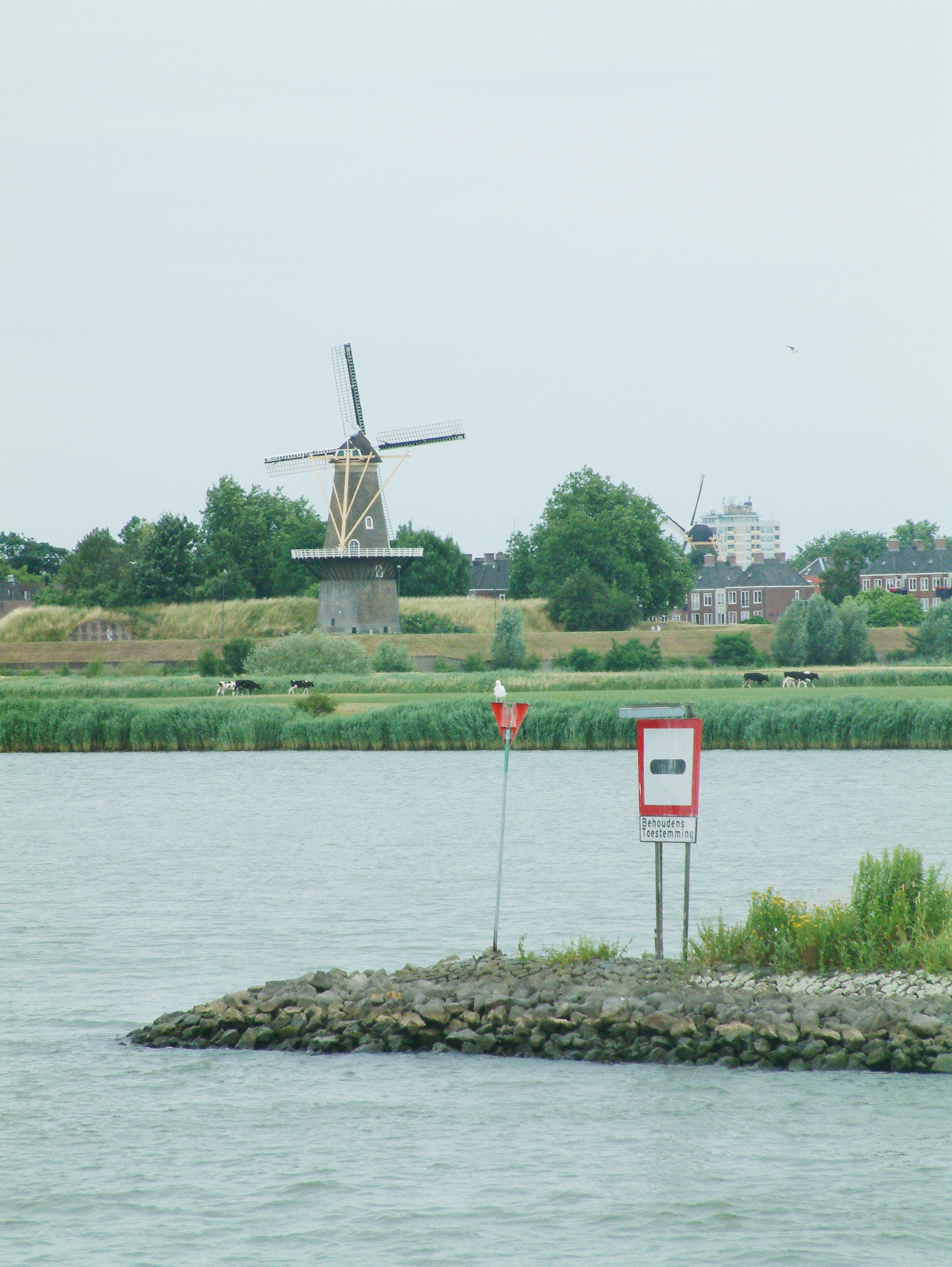
De Hoop en Nooit Volmaakt in één beeld vanaf de Merwede